# Gunung Ledang
Le Gunung Ledang, ou mont Ophir, est une montagne de Malaisie. Elle culmine à 1 276 m.